# Trimeresurus erythrurus
Espèce
Synonymes
- Trigonocephalus erythrurus Cantor, 1839
- Trimeresurus bicolor Gray, 1853
- Trimeresurus carinatus Fayrer, 1874
- Cryptelytrops erythrurus (Cantor, 1839)

Statut de conservation UICN

 LC  : Préoccupation mineure
Trimeresurus erythrurus est une espèce de serpents de la famille des Viperidae. 

## Répartition
Cette espèce se rencontre :
- en Inde dans les États d'Assam et du Sikkim ;
- au Bangladesh ;
- en Birmanie.

Sa présence est incertaine en Thaïlande.

## Description
C'est un serpent venimeux.

## Publication originale
- Cantor, 1839 : Spicilegium Serpentium Indicorum. part 1 Proceedings of the Zoological Society of London, vol. 1839, p. 31-34 (texte intégral).